# الدار
الدار (به عربی: شركة الدار العقارية) شرکت املاک و مستغلات اماراتی است، که در سال ۲۰۰۱ تأسیس شد و هم‌اکنون در زمینه سرمایه‌گذاری، مدیریت و توسعه املاک و مستغلات فعالیت می‌کند. دفتر مرکزی این شرکت در شهر ابوظبی، امارات متحده عربی قرار دارد. از پروژه‌های اجرا شده توسط شرکت الدار، می‌توان به جزیره یاس، دنیای فراری و سوق اشاره نمود.